# Tauber
Tauber este un afluent de pe versantul stâng și de sud al fluviului Main. El are o lungime de 130 km, fiind amplasat în întregime în Franconia. Numele provine din limba celtă (dubra - întunecat), alte izvoare și interpretări pledează pentru numele celtic „Dubron” (în traducere „Apa care se îndepărtează repede”).

## Date geografice
Izvorul lui Tauber a fost o temă controversată în anii 1970, el fiind de fapt fântâna „Weikersholz” Rot am See în Baden-Württemberg.

### Curs
De la izvor Tauber curge spre nord-est prin landul Bavaria traversând Wettringen,  Diebach și Gebsattel, unde își schimbă cursul spre nord-vest. Primește apele afluentului  Schandtauber, unde începe să o albie adâncă (50 m) săpată în straturile calcaroase de lângă Rothenburg ob der Tauber. După Tauberzell (Adelshofen) intră în Baden-Württemberg, traversând Archshofen, Creglingen, de unde face o curbură spre nord trecând prin Bieberehren, Röttingen și Tauberrettersheim unde a ajuns din nou în Bavaria. După Weikersheim curge o porțiune scurtă spre vest, după care pe teritoriul Baden-Württembergului păstrează direcția de nord-vest traversând Bad Mergentheim, la Werbach va avea din nou o albie adâncă cu meandre săpată în gresie, iar la Wertheim se varsă în Main.

## Galerie de imagini

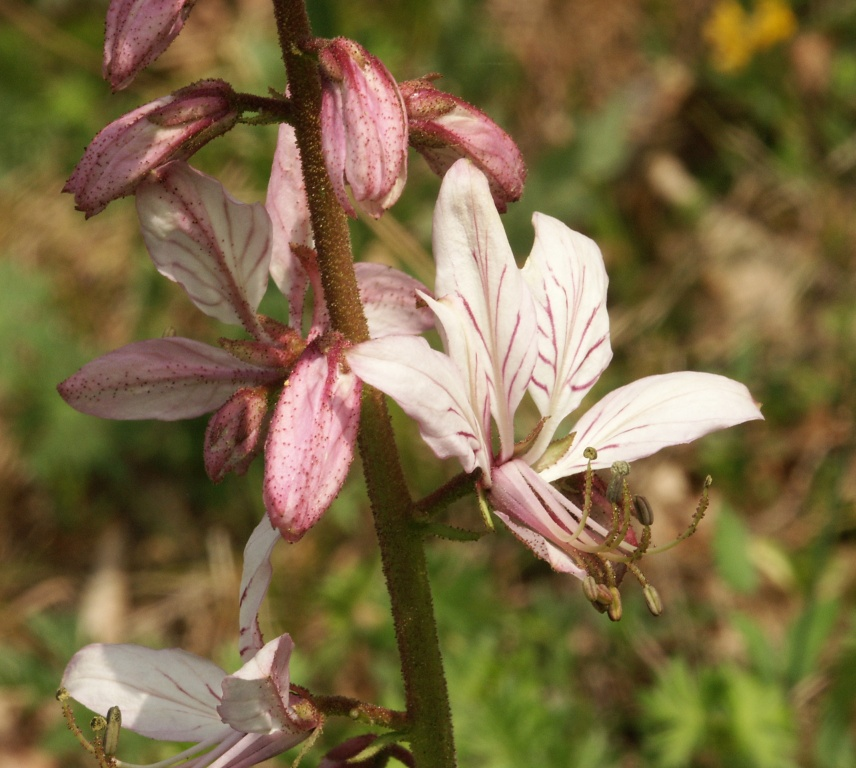
(Dictamnus albus)
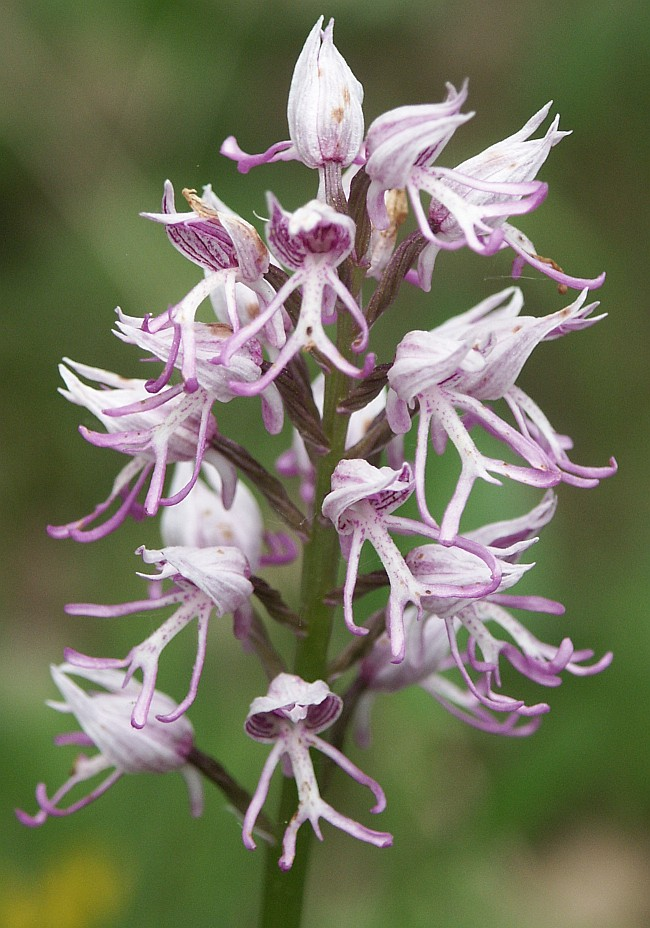
(Orchis simia)
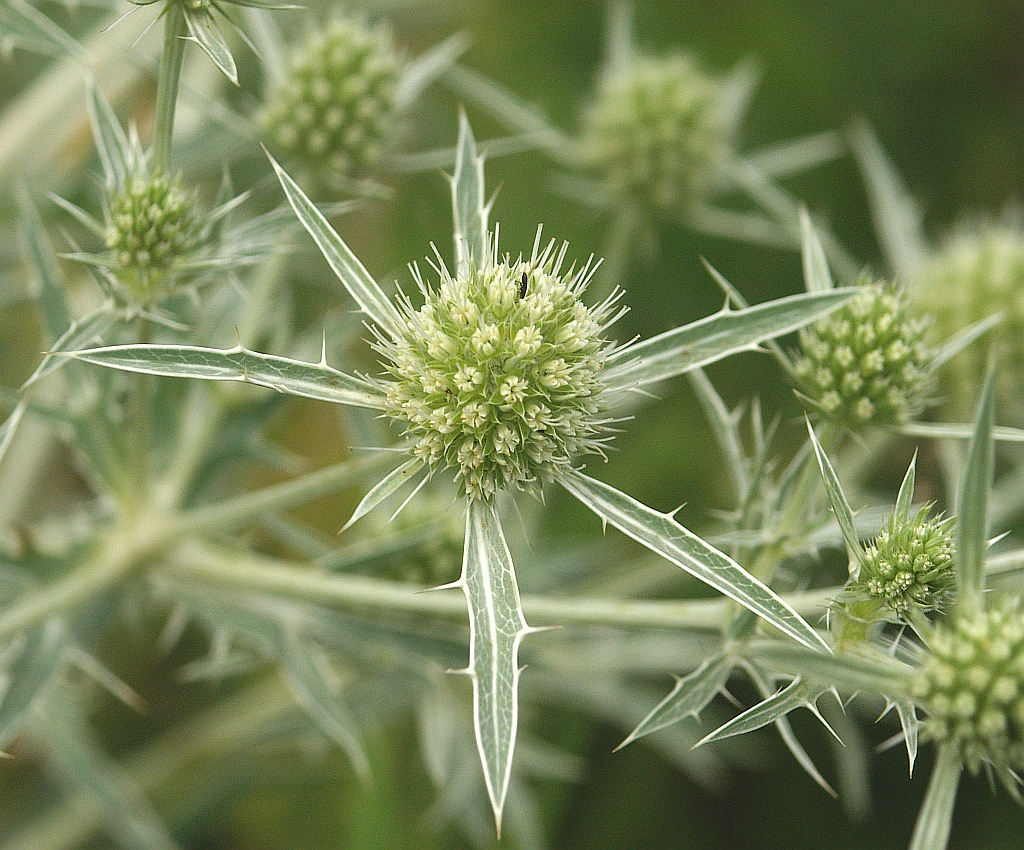
(Eryngium campestre)
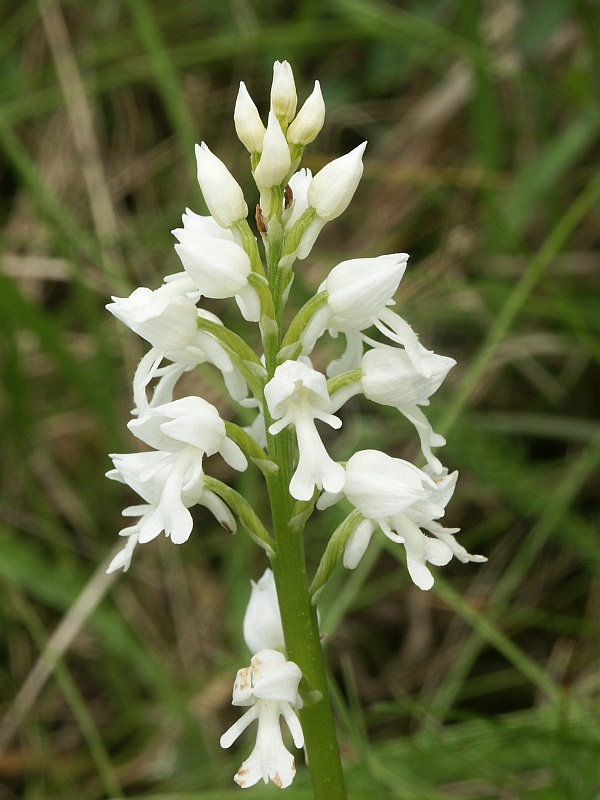
(Orchis militaris)